# Paratomarctus
Paratomarctus is een geslacht van hondachtigen (Canidae), binnen de onderfamilie Borophaginae.
Paratomarctus was een terrestrisch zoogdier dat leefde in Noord-Amerika gedurende het midden-Mioceen (15,97—10,3 Ma). Exemplaren van Paratomarctus zijn gevonden in verscheidene westelijke en centrale staten van de Verenigde Staten, waaronder Californië, Montana, Nebraska en Nevada.
Het Mioceen van Noord-Amerika wordt niet alleen gekenmerkt door de aanwezigheid van Paratomarctus, maar ook door de voorname aanwezigheid van vele andere geslachten van hondachtigen; voornamelijk Borophaginae, zoals Epicyon (20,6—5,330 Ma), Aelurodon (20,4—5,3 Ma), Borophagus (23,3—3,6 Ma), Carpocyon (20,4—3,9 Ma). Daarenboven verschijnt met Canis lepophagus (10,3—1,8 Ma) de eerste wolvensoort in het late Mioceen.

## Taxonomie
Paratomarctus werd in 1999 voor het eerst beschreven door Wang et al. en tegelijk onder de onderfamilie Borophaginae geplaatst.
Verschillende exemplaren van Paratomarctus werden al ontdekt lang vóór het artikel van Wang et al. (1999) verscheen, maar werden door hun vinders gerekend tot Canis, Tomarctus, Tephrocyon en Cynodesmus.   Op basis van de heden bekende fossiele vondsten omvat
Paratomarctus twee soorten: P. temerarius en P. euthos (synoniem: Cynodesmus euthos), die onderscheiden kunnen worden van andere Borophaginae door hun uniform gereduceerde premolaren. P. temerarius en P. euthos verschillen onderling van elkaar doordat P. temerarius kleiner en minder ver geëvolueerd is dan P. euthos. Op basis van deze kenmerken gaan Wang et al. (1999) ervan uit dat P. euthos rechtstreeks afstamt van P. temerarius.
Zustergenera van Paratomarctus zijn: Borophagus (synoniemen: Hyaenognathus, Osteoborus, Pliogulo en Porthocyon), Carpocyon, Epicyon en Protepicyon.

## Morfologie
Voor twee fossielen van P. temerarius is een schatting van het lichaamsgewicht gemaakt. Het eerste exemplaar had een geschatte massa van 12,0 kg, het tweede een geschatte massa van 12,9 kg. Hiermee is de geschatte massa van beide exemplaren aanmerkelijk lager dan de geschatte massa's van sommige andere Borophaginae, zoals sommige Aelurodonsoorten en Protepicyon.